# TV EX
TV EX – prywatna telewizja lokalna z siedzibą w Bydgoszczy, nadająca w latach 1993–1995. Należąca do stacji Polonia 1, był to po wrocławskiej PTV Echo najdłużej działający ośrodek tej sieci. Stacja, jako jedna z siedmiu lokalnych stacji telewizyjnych, została uruchomiona z inicjatywy Nicola Grauso. Nadawała programy informacyjne i publicystyczne. Dyrektorem generalnym był Norbert Krawczyk.

## Programy
- Echa dnia i Echa miasta – programy informacyjne
- Błysk – skrót informacji
- Letni tygiel – studio letnie
- Shift – program komputerowy